# Jeruzalemkapel

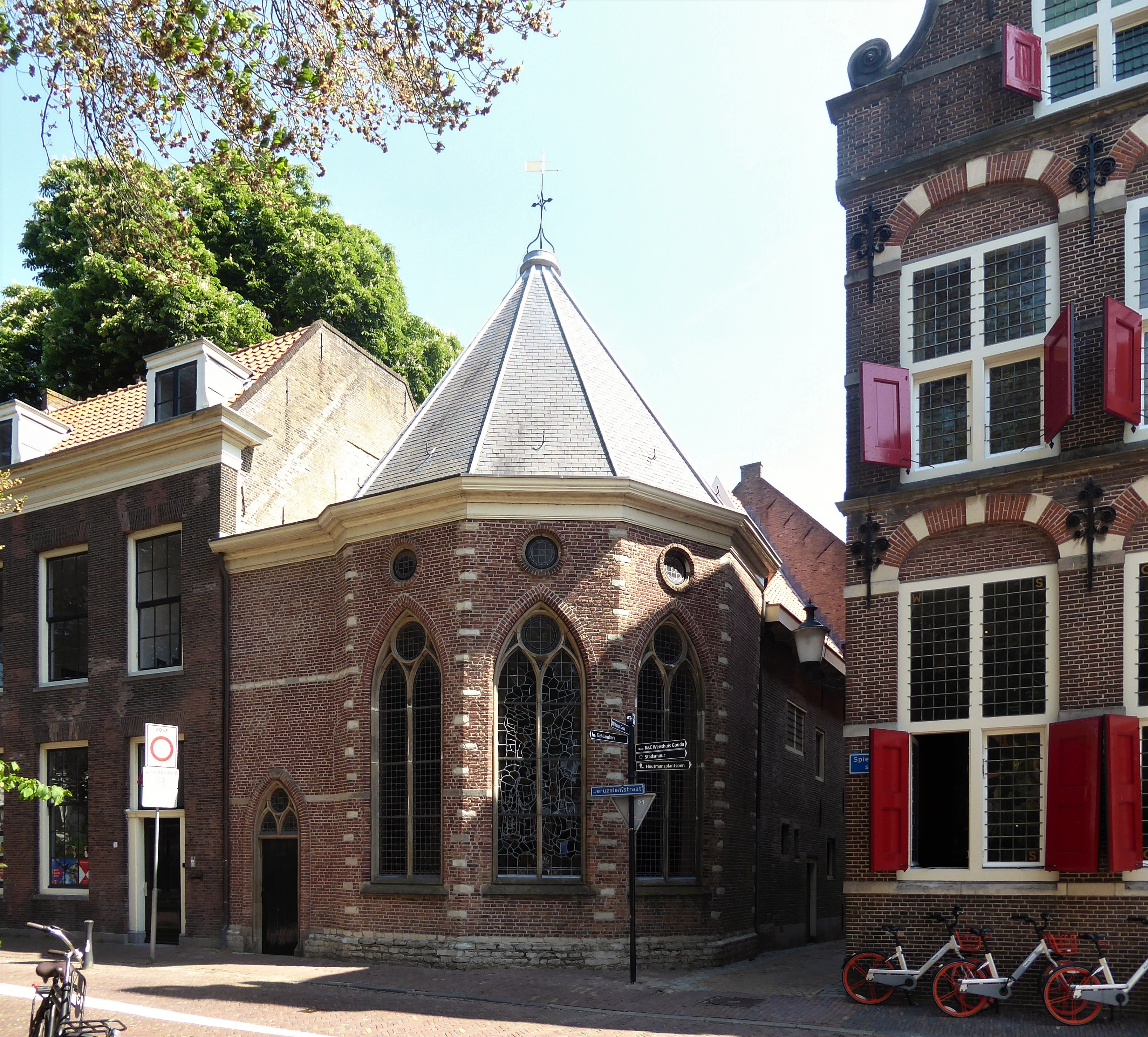
De Jeruzalemkapel in 2022

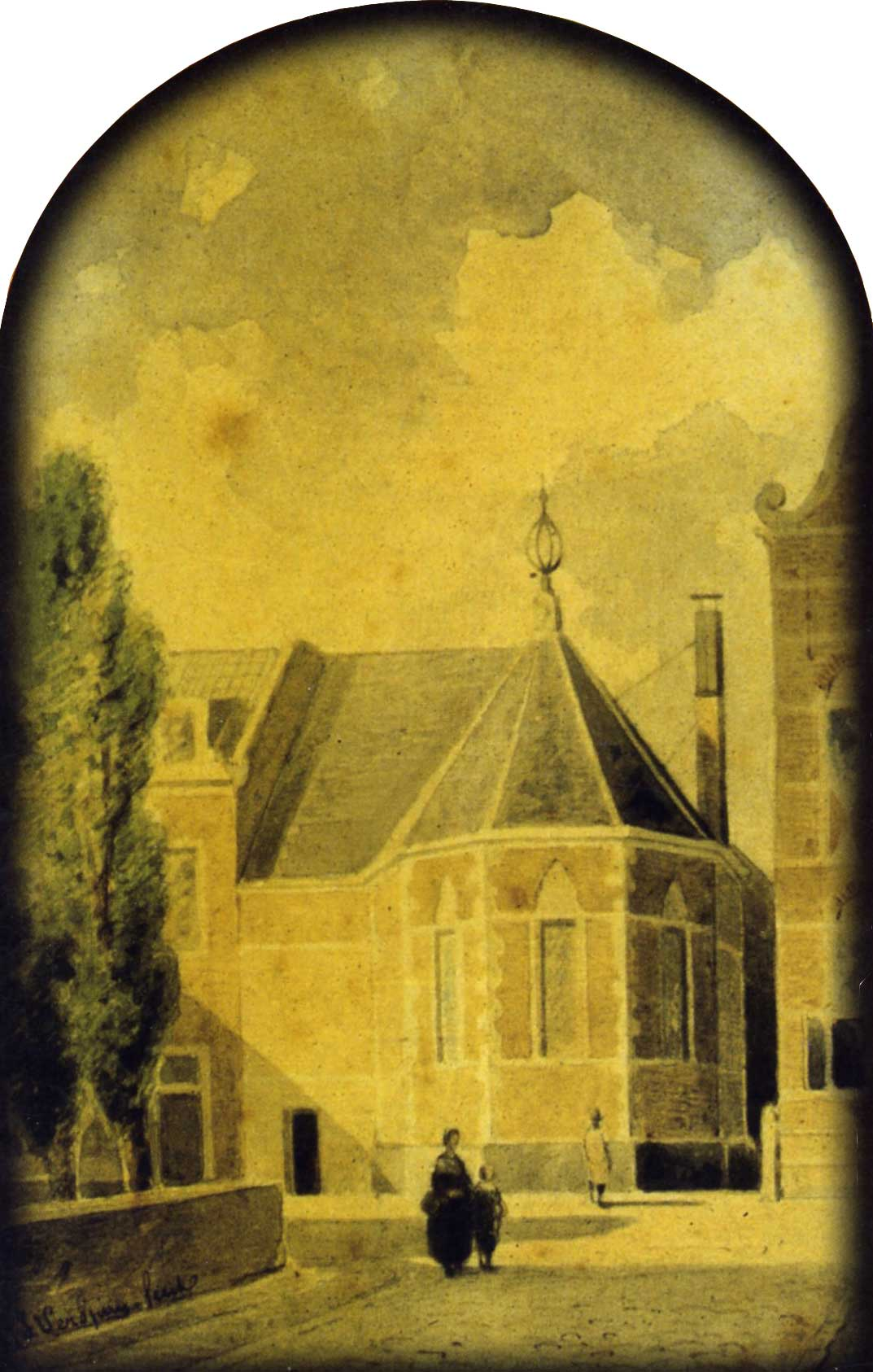
De Jeruzalemkapel in 1856 door Gijsbert Johannes Verspuy

De Jeruzalemkapel is een kapel in de Nederlandse stad Gouda. De kapel bevindt zich aan de Jeruzalemstraat in de Goudse binnenstad, nabij het voormalige Weeshuis en de Joodse begraafplaats.

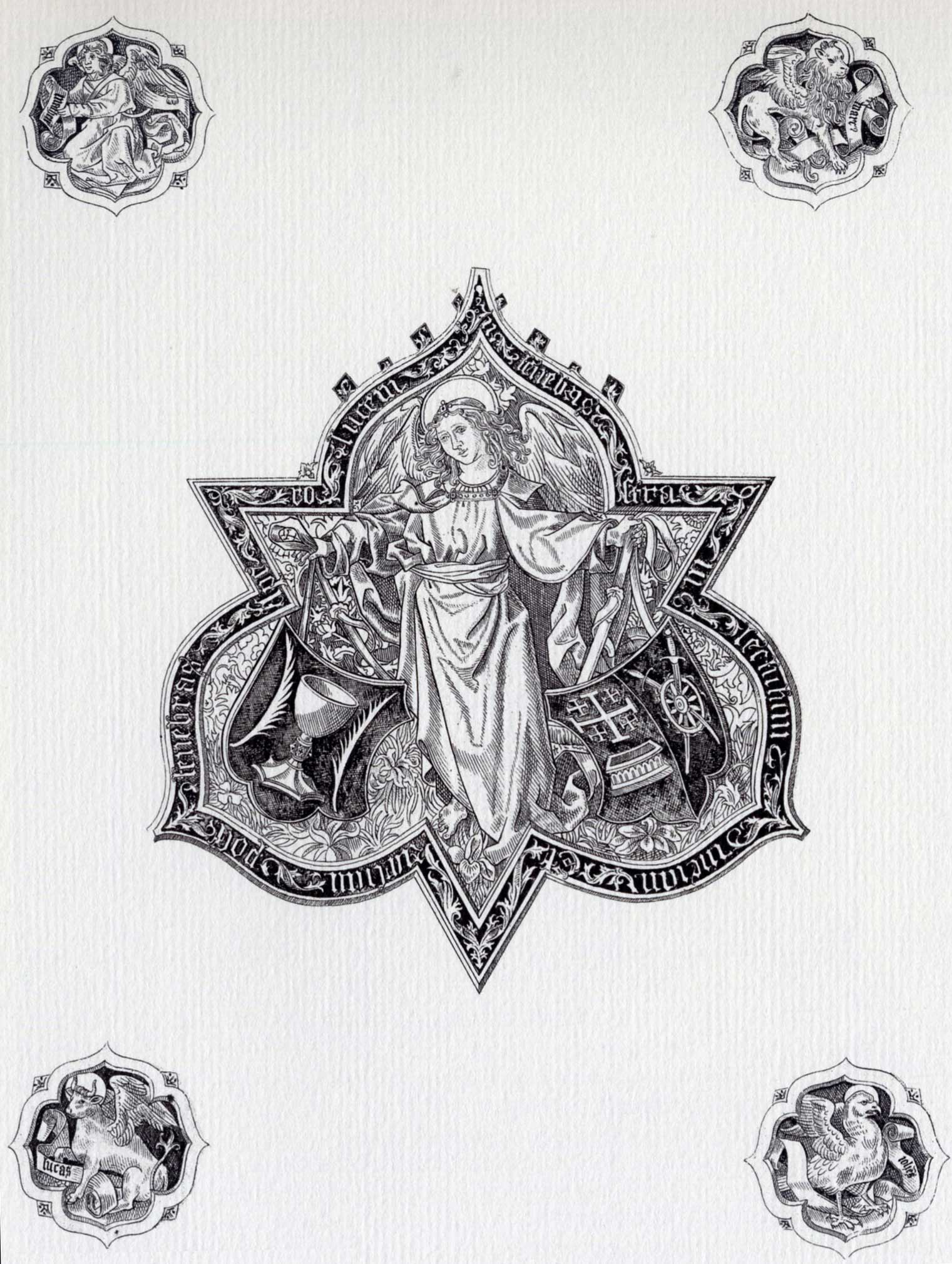
Afbeelding van de originele bronzen platen uit 1511 die zich op het graf van Gijsbert Raet hebben bevonden (de platen behoren tot de collectie van het Rijksmuseum Amsterdam). In de hoekpunten de symbolen van de evangelisten en in het midden een engel met twee wapenschilden met links een miskelk en rechts het geopende heilige graf, het wapen van de kruisridders en het wapen van de heilige Catharina.

Nadat de priester en vicaris van de Goudse Sint-Janskerk, Gijsbert Raet, tussen 1478 en 1487 een pelgrimstocht naar Jeruzalem had gemaakt, liet hij, terug in Gouda, omstreeks 1500 een twaalfzijdige kapel bouwen naar het model van de Heilig Grafkerk. Het is de best bewaarde kapel van dit type in Nederland. De kapel bevatte onder meer een altaar met een geschilderd drieluik, een gouden kazuifel en een monument ter gedachtenis aan het Heilige Graf.
De kapel werd in 1504 gewijd. Raet had al in 1497 een overeenkomst met de Collatiebroeders gesloten, dat zij het altaar in de kapel zouden onderhouden en er wekelijks twaalf missen zouden opdragen. Raet overleed op 28 mei 1511 en werd, zoals hij dat gewenst had, in de kapel begraven. Na zijn dood werd de kapel overgedragen aan de Collatiebroeders. In 1572 werd de Jeruzalemkapel eigendom van het stadsbestuur. Vanaf het eind van de zestiende eeuw werd het gebouw gebruikt door de aalmoezeniers als vergaderkamer. De aalmoezeniers waren belast met de armenzorg voor de inwoners van Gouda, die niet tot de burgerij behoorden. Later werd het tegenovergelegen terrein door de aalmoezeniers in gebruik genomen als weeshuis en bleef de Jeruzalemkapel in gebruik als kantoor - een situatie die tot 1812 gehandhaafd bleef. Rond 1860 werd de Jeruzalemkapel in neogotische stijl gerestaureerd.
De kapel deed sinds de twintigste eeuw onder meer dienst als atelier van een glasschilder en als expositieruimte van Kunstcentrum Burgvliet.

## Het graf van Raet
Bij een ingrijpende restauratie van de Jeruzalemkapel in de periode 2004 tot 2007 werden naar alle waarschijnlijkheid resten van het skelet van de priester Gijsbert Raet teruggevonden. Deze waren waarschijnlijk bij een verbouwing in 1780 herbegraven in een kuil naast het eigenlijke graf in de kapel.